# Ottó Herman

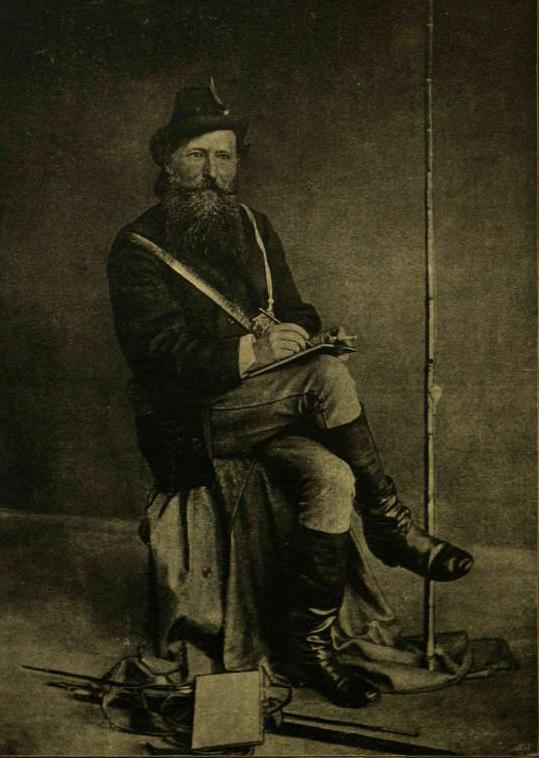
Ottó Herman während eines Angelausflugs (1887)

Ottó Herman (* 26. Juni 1835 in Breznóbánya, damals Königreich Ungarn, heute Slowakei; † 27. Dezember 1914 in Budapest) war ein ungarischer Naturforscher, Ethnologe und Politiker. Seine Arbeiten im Bereich der Entomologie, Ichthyologie und Ornithologie waren wegweisend für die wissenschaftliche Erschließung der Flora und Fauna Ungarns.

## Leben
Ottó Herman (auch Otto Hermann) wurde am 26. Juni 1835 im damals oberungarischen Breznóbánya (heute Brezno, Slowakei) geboren. Sein Vater war Arzt und Klassenkamerad des Ornithologen Salamon János Petényi. Seine Familie stammte ursprünglich aus dem Obersächsischen (sein Vater war Zipser Sachse). 1847 zogen seine Eltern mit ihm und seinen jüngeren Geschwistern in die ostungarische Stadt Miskolc um. Als 13-jähriges Kind erlebte er die erfolglose ungarische Revolution von 1848/1849 mit prägenden Erinnerungen für spätere Beteiligungen an politischen Freiheitskämpfen.
Nach dem Abitur in Miskolc verbrachte er ein Volontariat am Wiener K.u.k. Hof-Naturalienkabinett und der Sammlung des Schweizer Entomologen Karl Brunner-von Wattenwyl. Von 1853 bis 1856 studierte er am Polytechnischen Institut Wien. 1863 beteiligte er sich am polnischen Januaraufstand und bei seiner Rückkehr nach Miskolc kam er 1864 in Kontakt mit dem Naturwissenschaftler Sámuel Brassai aus Cluj (Klausenburg). In den darauffolgenden Jahren arbeitete er als Konservator im Museum des Siebenbürgischen Museum-Vereins, wo er die zoologische Sammlung einrichtete und erste wissenschaftliche Arbeiten verfasste.
Die Königliche Ungarische Naturwissenschaftliche Gesellschaft wurde auf seine Studien aufmerksam und suchte ihn für ihre Arbeit zu gewinnen. 1875 erhielt er eine Anstellung an der Zoologischen Abteilung des Ungarischen Nationalmuseums (MNM). Als Mitglied der Unabhängigkeitspartei wurde er 1879 gewähltes Mitglied des Parlaments; erst als Vertreter für Szeged, ab 1893 für Miskolc. 1885 heiratete er Kamilla Borosnyay (1856–1916).
Bis Ende der 1880er Jahre bereiste und beforschte er Großkumanien, das Bakonygebirge, die Schomodei und Siebenbürgen. Von 1888 bis 1891 unternahm er eine Forschungsreise nach Norwegen.
1891 organisierte er in Budapest den 2. Internationalen Ornithologischen Kongress. Seine Ausstellung auf der Pariser Weltausstellung 1900 erntete vielbeachtete Kritik und brachte ihm eine Mitgliedschaft in der französischen Ehrenlegion. Er gründete 1893 die ungarische Vogelwarte, 1904 die Gesellschaft für Ungarische Sprachwissenschaft (Magyar Nyelvtudományi Társaság). Herman starb 1914 im Alter von 79 Jahren an den Folgen einer Lungenentzündung.

## Werk
Herman ist Autor zahlreicher v. a. ornithologischer Bücher. Er veröffentlichte auch Gedichte (mit János Arany, Mihály Tompa und Sándor Petőfi), worin er seine Liebe zur Welt der Vögel zeigt. Ottó Herman warb aktiv für den Vogelschutz.

### Ausstellungen (Auswahl)
- 1900: Ungarischer Pavillon auf der Weltausstellung Paris

### Veröffentlichungen (Auswahl)
- 1879: Ungarns Spinnen-Fauna I-III, K. U. Naturwissenschaftlichen Gesellschaft, Budapest
- 1881: Sprache und Wissenschaft, Franklin, Budapest
- 1885: Urgeschichtliche Spuren in den Gerathen der Ungarischen Volksthümlichen Fischerei, Franklin, Budapest
- 1891: J.S. v. Petényi der Begründer der wissenschaftlichen Ornithologie in Ungarn. 1799-1855, Zweiter Internationaler Ornithologischer Congress, Budapest
- 1899: Vom Zuge der Vögel auf positiver Grundlage, Ungarische Ornithologische Centrale, Budapest
- 1901: Vogelschutz, Ungarische Ornithologische Centrale, Budapest
- 1902: Die Bedeutung der Anatomie der Vögel, Herman, Budapest
- 1906: Formenkreise und Ornithophaenologie, Ungarische Ornithologische Centrale, Budapest
- 1906: Zum Solutréen von Miskolez, Anthropologischen Gesellschaft, Wien
- 1910: Nutzen und Schaden der Vögel, Willy Scheibe, Gera
- 1910: Das Artefakt von Olónec und was dazu gehört, Anthropologischen Gesellschaft, Wien

## Ehrungen und Auszeichnungen
Der Ottó-Herman-See (Herman Ottó tó) und das Herman-Ottó-Fischreservat unweit der Ortschaft Orfű im Komitat Baranya sind nach ihm benannt. Zu den nach Herman benannten Straßen und Plätzen zählen die Herman Ottó út in den Städten Alsózsolca und Budapest – Stadtteil Törökvész des II. Bezirks – sowie der Herman Ottó tér der Stadt Kecskemét. Zahlreiche Schulen in ganz Ungarn tragen seinen Namen. Am 5. Dezember 1954 gab die Ungarische Post eine Briefmarke mit seinem Motiv erhaus. Am 12. Juli 2014 wurde ein Asteroid nach ihm benannt: (190504) Hermanottó.

### Ottó Herman-Museum

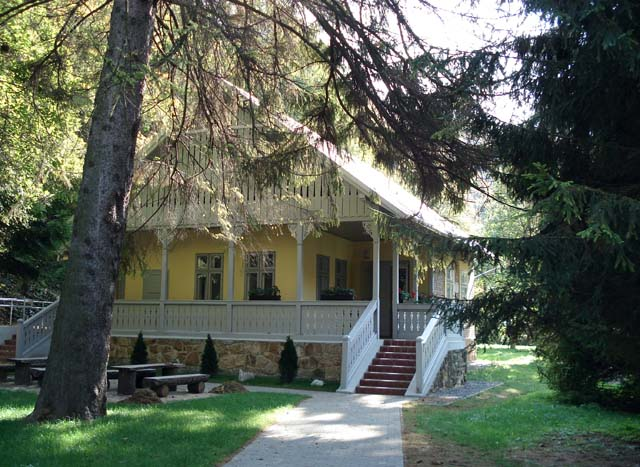
Ehemaliges Haus Hermans in Lillafüred bei Miskolc, heute ein Gedenkhaus

1953 wurde in Miskolc das naturwissenschaftliche Ottó Herman-Museum (Herman Ottó Múzeum) gegründet. Es enthält unter anderem örtliche archäologische Funde, eine Waffensammlung sowie volks- und heimatkundliche Ausstellungsstücke; mittlerweile auch eine Kunstsammlung.
Bereits seit 1951 wird das ehemalige Wohnhaus Ottó Hermans in Lillafüred (erbaut 1898–1903) von der Museumsdirektion des Komitats Borsod-Abaúj-Zemplén für Ausstellungen genutzt und beherbergt seit 1964 ein Gedenkmuseum (Herman Ottó emlékház). Das Gebäude wurde 2007 komplett renoviert.

### Ottó Herman-Denkmal
Der Bildhauer Ferenc Medgyessy schuf 1957 eine lebensgroße Kalksteinstatue Ottó Hermans. Die Statue steht heute vor dem Miskolcer Europa-Haus (Európa Ház, ehemals Almássy-Villa).

### Ottó Herman-Medaille
Im Rahmen eines nationalen Wettbewerbs, vergibt die Ungarische Gesellschaft für Karst- und Höhlenforschung seit 1962 alljährlich die Ottó-Herman-Medaille (Herman Ottó-érem).
| - 1962: László Jakucs - 1964: Károly Bertalan - 1966: János Horváth - 1967: György Dénes - 1968: László Schőnviszky - 1969: József Barátosi - 1971: Károly Jamrik - 1972: István Venkovits - 1974: Endre Benedek - 1975: László Maucha | - 1976: Dénes Balázs - 1977: András Juhász - 1978: Kinga Székely - 1979: Tamás Hazslinszky - 1980: Andrásné Gráf - 1982: Dénes Jánossy - 1984: Tivadar Böcker - 1986: Ödön Vid, Sándor Szathmáry - 1987: Péter Szablyár - 1988: Éva Hevér | - 1989: Péter Borzsák - 1991: Sándor Kraus - 1992: Márton Juhász - 1996: Attila Kósa - 1999: Ferenc Zentai - 2007: Péter Börcsök - 2008: Péter Adamkó - 2011: Nóra Fleck |